# Vlag van Aarlen
De vlag van Aarlen is op onbekende datum bij raadsbesluit vastgesteld als de vlag van de gemeente Aarlen in de Belgische provincie Luxemburg. De vlag kan als volgt worden beschreven:
Twee even hoge banen van wit en van blauw.
Armoiries communales en Belgique. Communes wallonnes, bruxelloises et germanophones beschrijft een andere vlag als volgt:
Twee even lange banen van wit en van blauw.
Een dergelijke vlag lijkt momenteel niet in gebruik te zijn. De vlag is een vereenvoudiging van het gemeentewapen.

Vlag volgens de beschrijving van Armoiries communales en Belgique. Communes wallonnes, bruxelloises et germanophones